# Список Героев Советского Союза (Перепелица — Петрушин)
В настоящем списке представлены в алфавитном порядке все Герои Советского Союза, чьи фамилии начинаются с буквы «П» (всего 940 человек, из которых 12 удостоены звания дважды и один — А. И. Покрышкин — трижды). Список содержит даты Указов Президиума Верховного Совета СССР о присвоении звания, информацию о роде войск, должности и воинском звании Героев на дату представления к присвоению звания Героя Советского Союза, годах их жизни.
- Персиковым цветом  в таблице выделены Герои, удостоенные звания дважды и более раз.
- Серым цветом  в таблице выделены Герои, представленные к званию посмертно.

| Навигационная таблица | Навигационная таблица                 |
| --------------------- | ------------------------------------- |
| «П»                   | Павкин Иван — Пантелеев Лев           |
| «П»                   | Пантелькин Анатолий — Перелёт Алексей |
| «П»                   | Перепелица Александр — Петрушин Иван  |
| «П»                   | Петрюк Василий — Плетенской Павел     |
| «П»                   | Плетнёв Пётр — Половинкин Александр   |
| «П»                   | Половинкин Валентин — Попов Николай   |
| «П»                   | Попов Павел — Просолов Иван           |
| «П»                   | Просяник Емельян — Пятяри Иван        |

| № п/п | Фамилия Имя Отчество                                                             | Дата Указа            | Род войск                           | Должность | Звание                              | Годы жизни                                  | БС ГС НЛ                        |
| ----- | -------------------------------------------------------------------------------- | --------------------- | ----------------------------------- | --- | ----------------------------------- | ------------------------------------------- | ------------------------------- |
| 232   | Перепелица Александр Михайлович укр. Перепелиця Олександр Михайлович             | 20.11.1941            | авиация                             | командир звена отдельной истребительной авиационной эскадрильи 44-й истребительной авиационной дивизии ВВС 6-й армии Юго-Западного фронта | младший лейтенант                   | 24.02.1918 — 15.05.1942                     | [ БС 1 ] [ ГС 1 ] [ НЛ 1 ]      |
| 233   | Перепелица Поликарп Лазаревич укр. Перепелиця Полікарп Лазаревич                 | 02.12.1942            | танкист                             | механик-водитель танка Т-34 36-й танковой бригады 22-го танкового корпуса 38-й армии Юго-Западного фронта | старший сержант                     | 06.04.1918 — 12.05.1942                     | [ БС 2 ] [ ГС 2 ] [ НЛ 2 ]      |
| 234   | Перепечин Михаил Романович                                                       | 13.09.1944            | пехота                              | помощник командира взвода пешей разведки 759-го стрелкового полка 163-й стрелковой дивизии 40-й армии 2-го Украинского фронта | сержант                             | 24.04.1924 — 18.01.1989                     | [ БС 2 ] [ ГС 3 ] [ НЛ 3 ]      |
| 235   | Перепечин Пётр Мартынович                                                        | 10.01.1944            | пехота                              | командир роты 465-го стрелкового полка 167-й стрелковой дивизии 38-й армии 1-го Украинского фронта | старший лейтенант                   | 02.01.1915 — 03.12.1982                     | [ БС 2 ] [ ГС 4 ] [ НЛ 4 ]      |
| 236   | Пересумкин Пётр Петрович                                                         | 18.08.1945            | авиация                             | командир эскадрильи 149-го истребительного авиационного полка 323-й истребительной авиационной дивизии 8-го истребительного авиационного корпуса 4-й воздушной армии 2-го Белорусского фронта | капитан                             | 14.07.1918 — 15.10.1981                     | [ БС 2 ] [ ГС 5 ] [ НЛ 5 ]      |
| 237   | Пересыпкин Фёдор Иванович                                                        | 23.02.1948            | авиация                             | заместитель командира эскадрильи 95-го гвардейского штурмового авиационного полка 5-й гвардейской штурмовой авиационной дивизии 2-й воздушной армии 1-го Украинского фронта | гвардии старший лейтенант           | 14.10.1920 — 17.03.1989                     | ——                              |
| 238   | Перетрухин Василий Зиновьевич                                                    | 19.04.1945            | пехота                              | командир батальона 671-го стрелкового полка 221-й стрелковой дивизии 39-й армии 3-го Белорусского фронта | майор                               | 15.01.1916 — 19.02.1945                     | [ БС 2 ] [ ГС 7 ] [ НЛ 6 ]      |
| 239   | Перехода Иван Сергеевич                                                          | 15.01.1944            | пехота                              | командир пулемётного расчёта 1181-го стрелкового полка 356-й стрелковой дивизии 61-й армии Центрального фронта | сержант                             | 20.01.1907 — 19.10.1943                     | [ БС 2 ] [ ГС 8 ] [ НЛ 7 ]      |
| 240   | Периев Алиф Туриханович (Пириев Алиф Турхан оглы) азерб. Periev Alif Turhan oğlu | 24.03.1945            | пехота                              | командир отделения 80-го гвардейского стрелкового полка 32-й гвардейской стрелковой дивизии 2-й гвардейской армии 4-го Украинского фронта | гвардии сержант                     | 10.01.1922 — 20.04.1986                     | [ БС 3 ] [ ГС 9 ] [ НЛ 8 ]      |
| 241   | Перминов Ерофей Иосифович                                                        | 10.01.1944            | связисты                            | телефонист штабной батареи 911-го артиллерийского полка 340-й стрелковой дивизии 38-й армии Воронежского фронта | красноармеец                        | 14.10.1913 — 06.04.1971                     | [ БС 4 ] [ ГС 10 ] [ НЛ 9 ]     |
| 242   | Перминов Иван Александрович                                                      | 15.05.1946            | авиация                             | командир звена 33-го гвардейского штурмового авиационного полка 3-й гвардейской штурмовой авиационной дивизии 9-го штурмового авиационного корпуса 16-й воздушной армии 1-го Белорусского фронта | гвардии лейтенант                   | 05.09.1920 — 15.09.1973                     | [ БС 4 ] [ ГС 11 ] [ НЛ 10 ]    |
| 243   | Пермяков Вениамин Михайлович                                                     | 01.07.1944            | артиллерия                          | наводчик орудия 322-го гвардейского истребительно-противотанкового артиллерийского полка 8-й гвардейской отдельной истребительно-противотанковой артиллерийской бригады 1-го Украинского фронта | гвардии сержант                     | 15.01.1924 — 21.01.1990                     | [ БС 4 ] [ ГС 12 ] [ НЛ 11 ]    |
| 244   | Пермяков Владимир Васильевич                                                     | 27.02.1945            | танкист                             | механик-водитель танка Т-34 49-й гвардейской танковой бригады 12-го гвардейского танкового корпуса 2-й гвардейской танковой армии 1-го Белорусского фронта | гвардии старший сержант             | 14.01.1924 — 21.03.1995                     | [ БС 4 ] [ ГС 13 ] [ НЛ 12 ]    |
| 245   | Перов Дмитрий Михайлович                                                         | 22.07.1944            | Авточасти и шофёры всех родов войск | шофёр боевой машины БМ-13 394-го гвардейского миномётного дивизиона 99-го гвардейского миномётного полка РГК в составе оперативной группы гвардейских миномётных частей 1-го Прибалтийского фронта | гвардии младший сержант             | 27.10.1915 — 27.02.1986                     | [ БС 4 ] [ ГС 14 ] [ НЛ 13 ]    |
| 246   | Перов Иван Степанович                                                            | 22.07.1944            | морской флот                        | боцман-сигнальщик подводной лодки «Л-4» 1-го дивизиона бригады подводных лодок Черноморского флота | мичман                              | 06.10.1910 — 26.01.1989                     | [ БС 4 ] [ ГС 15 ] [ НЛ 14 ]    |
| 247   | Перфильев Анатолий Александрович                                                 | 22.02.1944            | артиллерия                          | командир миномётного взвода 273-го гвардейского стрелкового полка 89-й гвардейской стрелковой дивизии 37-й армии Степного фронта | гвардии лейтенант                   | 13.07.1924 — 10.03.1944 (пропал без вести)  | [ БС 4 ] [ ГС 16 ] [ НЛ 15 ]    |
| 248   | Перфильев Николай Алексеевич                                                     | 22.08.1944            | артиллерия                          | заместитель командира орудийного расчёта 280-го гвардейского истребительно-противотанкового артиллерийского полка 3-й гвардейской отдельной истребительно-противотанковой артиллерийской бригады РГК в составе 65-й армии 1-го Белорусского фронта | гвардии сержант                     | 18.12.1921 — 21.08.1972                     | [ БС 5 ] [ ГС 17 ] [ НЛ 16 ]    |
| 249   | Перхорович Франц Иосифович бел. Перхаровіч Франц Iосіфавіч                       | 06.04.1945            | генерал                             | командующий 47-й армией 1-го Белорусского фронта | генерал-лейтенант                   | 27.05.1894 — 11.10.1961                     | [ БС 6 ] [ ГС 18 ] [ НЛ 17 ]    |
| 250   | Першиков Фёдор Фёдорович                                                         | 13.09.1944            | артиллерия                          | командир орудия 32-го артиллерийского полка 31-й стрелковой дивизии 52-й армии 2-го Украинского фронта | старший сержант                     | 1909 — 30.01.1958                           | [ БС 6 ] [ ГС 19 ] [ НЛ 18 ]    |
| 251   | Першин Борис Максимович                                                          | 05.11.1944            | морской флот                        | командир отряда торпедных катеров 1-го дивизиона торпедных катеров 2-я бригады торпедных катеров Черноморского флота | капитан-лейтенант                   | 02.05.1918 — 14.11.1999                     | [ БС 6 ] [ ГС 20 ] [ НЛ 19 ]    |
| 252   | Першин Константин Тимофеевич                                                     | 14.02.1943            | пехота                              | заместитель командира батальона 851-го стрелкового полка 278-й стрелковой дивизии 38-й армии Юго-Западного фронта | младший лейтенант                   | 10.07.1909 — 06.01.1958                     | [ БС 6 ] [ ГС 21 ] [ НЛ 20 ]    |
| 253   | Першутов Иван Васильевич                                                         | 26.10.1944            | авиация                             | заместитель командира и штурман эскадрильи 525-го штурмового авиационного полка 227-й штурмовой авиационной дивизии 2-й воздушной армии 1-го Украинского фронта | лейтенант                           | 08.09.1920 — 09.01.1944                     | [ БС 6 ] [ ГС 22 ] [ НЛ 21 ]    |
| 254   | Песков Дмитрий Иванович                                                          | 22.02.1944            | инженер                             | командир понтонного отделения 248-го отдельного моторизированного инженерного батальона 2-го Украинского фронта | старшина                            | 14.11.1899 — 09.10.1943                     | [ БС 6 ] [ ГС 23 ] [ НЛ 22 ]    |
| 255   | Песков Дмитрий Михайлович                                                        | 31.03.1943            | артиллерия                          | командир батареи 2-го гвардейского отдельного конного артиллерийского дивизиона 4-го гвардейского кавалерийского корпуса Южного фронта | гвардии старший лейтенант           | 13.10.1914 — 21.05.1975                     | [ БС 6 ] [ ГС 24 ] [ НЛ 23 ]    |
| 256   | Песков Иван Фёдорович                                                            | 22.02.1944            | связисты                            | телефонист 172-й отдельной роты связи 333-й стрелковой дивизии 6-й армии 3-го Украинского фронта | красноармеец                        | 23.02.1922 — 07.11.1972                     | [ БС 7 ] [ ГС 25 ] [ НЛ 24 ]    |
| 257   | Песков Константин Александрович                                                  | 24.03.1945            | танкист                             | командир взвода малых танков 257-го отдельного линейного танкового полка 33-й армии 1-го Белорусского фронта | младший лейтенант                   | 17.09.1921 — 21.08.1947                     | [ БС 8 ] [ ГС 26 ] [ НЛ 25 ]    |
| 258   | Песков Павел Ильич                                                               | 05.05.1942            | авиация                             | командир звена 5-го гвардейского истребительного авиационного полка ВВС Калининского фронта | гвардии капитан                     | 26.01.1918 — 10.05.1988                     | [ БС 8 ] [ ГС 27 ] [ НЛ 26 ]    |
| 259   | Пестерев Алексей Иванович                                                        | 15.05.1946            | пехота                              | исполняющий обязанности командира батальона 932-го стрелкового полка 252-й стрелковой дивизии 46-й армии 2-го Украинского фронта | лейтенант                           | 02.10.1910 — 09.09.1991                     | [ БС 8 ] [ ГС 28 ] [ НЛ 27 ]    |
| 260   | Пестерев Георгий Иванович                                                        | 21.02.1945            | артиллерия                          | командир орудия 275-го гвардейского истребительно-противотанкового артиллерийского полка 4-й гвардейской отдельной истребительно-противотанковой артиллерийской бригады РГК в составе 69-й армии 1-го Белорусского фронта | гвардии старшина                    | 1918 — 09.11.1995                           | [ БС 8 ] [ ГС 29 ] [ НЛ 28 ]    |
| 261   | Пестров Борис Алексеевич                                                         | 26.10.1944            | авиация                             | заместитель командира и штурман эскадрильи 166-го гвардейского штурмового авиационного полка 10-й гвардейской штурмовой авиационной дивизии 2-й воздушной армии 1-го Украинского фронта | гвардии лейтенант                   | 03.08.1922 — 26.08.1989                     | [ БС 8 ] [ ГС 30 ] [ НЛ 29 ]    |
| 262   | Пестряков Василий Алексеевич                                                     | 13.11.1943            | пехота                              | командир батальона 200-го гвардейского стрелкового полка 68-й гвардейской стрелковой дивизии 40-й армии Воронежского фронт | гвардии капитан                     | 19.12.1917 — 26.09.1943                     | [ БС 9 ] [ ГС 31 ] [ НЛ 30 ]    |
| 263   | Петелин Александр Иванович                                                       | 20.07.1962            | адмирал                             | командующий 1-й флотилией подводных лодок Северного флота | контр-адмирал                       | 22.10.1913 — 01.09.1987                     | ——                              |
| 264   | Петелин Юрий Николаевич                                                          | 20.06.1942            | авиация                             | командир звена 98-го авиационного полка 52-й авиационной дивизии Дальней бомбардировочной авиации | старший лейтенант                   | 15.02.1920 — 04.03.1998                     | [ БС 10 ] [ ГС 33 ] [ НЛ 31 ]   |
| 265   | Петерс Георгий Борисович                                                         | 05.05.1945            | генерал                             | командир 5-й гвардейской стрелковой дивизии 11-й гвардейской армии 3-го Белорусского фронта | гвардии генерал-майор               | 24.06.1897 — 18.05.1978                     | [ БС 10 ] [ ГС 34 ] [ НЛ 32 ]   |
| 266   | Петикин Павел Иванович                                                           | 26.10.1943            | артиллерия                          | командир батареи 150-го гвардейского артиллерийского полка 78-й гвардейской стрелковой дивизии 7-й гвардейской армии Степного фронта | гвардии старший лейтенант           | 16.02.1913 — 22.12.1999                     | [ БС 10 ] [ ГС 35 ] [ НЛ 33 ]   |
| 267   | Петин Максим Фролович (Петин Максим Фёдорович)                                   | 10.04.1945            | пехота                              | командир роты 1239-го стрелкового полка 373-й стрелковой дивизии 52-й армии 1-го Украинского фронта | старший лейтенант                   | 15.06.1914 — 21.01.1945                     | [ БС 10 ] [ ГС 36 ] [ НЛ 34 ]   |
| 268   | Петлюк Иосиф Матвеевич                                                           | 15.01.1944            | медики                              | санинструктор эскадрона 62-го гвардейского кавалерийского полка 16-й гвардейской кавалерийской дивизии 7-го гвардейского кавалерийского корпуса 61-й армии Центрального фронта | гвардии старшина медицинской службы | 20.02.1897 — 26.09.1968                     | [ БС 10 ] [ ГС 37 ] [ НЛ 35 ]   |
| 269   | Петраков Иван Ильич                                                              | 24.03.1945            | пехота                              | помощник командира взвода 95-го гвардейского стрелкового полка 31-й гвардейской стрелковой дивизии 11-й гвардейской армии 3-го Белорусского фронта | гвардии старший сержант             | 29.09.1924 — 12.07.1991                     | [ БС 10 ] [ ГС 38 ] [ НЛ 36 ]   |
| 270   | Петраков Иван Фёдорович                                                          | 21.03.1940            | артиллерия                          | замковый орудия 320-го пушечного артиллерийского полка 7-й армии Северо-Западного фронта | красноармеец                        | 1918 — 01.03.1940                           | [ БС 10 ] [ ГС 39 ] [ НЛ 37 ]   |
| 271   | Петраковский Анатолий Иосифович                                                  | 21.03.1940            | пехота                              | командир батальона 554-го стрелкового полка 138-й стрелковой дивизии 7-й армии Северо-Западного фронта | капитан                             | 29.12.1901 — 03.09.1969                     | [ БС 11 ] [ ГС 40 ] [ НЛ 38 ]   |
| 272   | Петрачков Павел Иванович                                                         | 31.05.1945            | пехота                              | командир батальона 211-го стрелкового полка 175-й стрелковой дивизии 47-й армии 1-го Белорусского фронта | капитан                             | 08.07.1917 — 22.04.1945                     | [ БС 12 ] [ ГС 41 ] [ НЛ 39 ]   |
| 273   | Петрашев Иван Павлович                                                           | 26.10.1943            | артиллерия                          | командир орудия 1884-го истребительно-противотанкового артиллерийского полка 30-й отдельной истребительно-противотанковой артиллерийской бригады РГК в составе 7-й гвардейской армии Степного фронта | красноармеец                        | 05.12.1913 — 10.06.1991                     | [ БС 12 ] [ ГС 42 ] [ НЛ 40 ]   |
| 274   | Петрашов Валентин Захарович                                                      | 27.02.1945            | пехота                              | заместитель командира батальона 487-го стрелкового полка 143-й стрелковой дивизии 47-й армии 1-го Белорусского фронта | капитан                             | 12.10.1917 — 17.12.2005                     | [ БС 12 ] [ ГС 43 ] [ НЛ 41 ]   |
| 275   | Петренко Василий Васильевич укр. Петренко Василь Васильович                      | 21.03.1940            | артиллерия                          | помощник начальника штаба по артиллерии 70-й стрелковой дивизии 7-й армии | лейтенант                           | 25.12.1909 — 22.12.1939                     | [ БС 12 ] [ ГС 44 ] [ НЛ 42 ]   |
| 276   | Петренко Василий Гаврилович укр. Петренко Василь Гаврилович                      | 10.04.1945            | артиллерия                          | наводчик миномёта миномётной роты 25-го гвардейского стрелкового полка 6-й гвардейской стрелковой дивизии 13-й армии 1-го Украинского фронта | гвардии старший сержант             | 18.06.1922 — 11.06.1988                     | [ БС 12 ] [ ГС 45 ] [ НЛ 43 ]   |
| 277   | Петренко Василий Яковлевич укр. Петренко Василь Якович                           | 17.10.1943            | пехота                              | командир 226-й стрелковой дивизии 60-й армии Центрального фронта | полковник                           | 01.01.1912 — 21.03.2003                     | [ БС 12 ] [ ГС 46 ] [ НЛ 44 ]   |
| 278   | Петренко Геннадий Никифорович укр. Петренко Геннадій Никифорович                 | 16.10.1943            | пехота                              | командир взвода противотанковых ружей 360-го стрелкового полка 74-й стрелковой дивизии 13-й армии Центрального фронта | старший лейтенант                   | 15.02.1913 — 06.01.1973                     | [ БС 12 ] [ ГС 47 ] [ НЛ 45 ]   |
| 279   | Петренко Григорий Алексеевич укр. Петренко Григорій Олексійович                  | 21.07.1942            | пехота                              | стрелок 1075-го стрелкового полка 316-й стрелковой дивизии 16-й армии Западного фронта | красноармеец                        | 22.11.1909 — 16.11.1941                     | [ БС 13 ] [ ГС 48 ] [ НЛ 46 ]   |
| 280   | Петренко Дмитрий Филиппович укр. Петренко Дмитро Пилипович                       | 26.04.1940            | пограничник                         | командир пулемётного взвода 4-го пограничного полка войск НКВД | младший лейтенант                   | 08.10.1908 — 21.01.1940                     | ——                              |
| 281   | Петренко Евгений Васильевич укр. Петренко Євген Васильович                       | 19.08.1944            | авиация                             | командир эскадрильи 20-го истребительного авиационного полка 14-й смешанной авиационной дивизии ВВС Северного флота | капитан                             | 22.12.1918 — 22.07.1976                     | [ БС 14 ] [ ГС 50 ] [ НЛ 47 ]   |
| 282   | Петренко Иван Прокофьевич укр. Петренко Іван Прокопович                          | 29.06.1945            | артиллерия                          | командир огневого взвода 659-го артиллерийского полка 221-й стрелковой дивизии 39-й армии 3-го Белорусского фронта | лейтенант                           | 22.07.1924 — 25.08.1967                     | [ БС 14 ] [ ГС 51 ] [ НЛ 48 ]   |
| 283   | Петренко Николай Антонович укр. Петренко Микола Антонович                        | 10.01.1944            | артиллерия                          | разведчик 272-го гвардейского миномётного полка 6-го гвардейского танкового корпуса 3-й гвардейской танковой армии Воронежского фронта | гвардии красноармеец                | 16.07.1923 — ноябрь 1943 (пропал без вести) | [ БС 14 ] [ ГС 52 ] [ НЛ 49 ]   |
| 284   | Петренко Степан Васильевич укр. Петренко Степан Васильович                       | 24.03.1945            | пехота                              | снайпер 59-го гвардейского стрелкового полка 21-й гвардейской стрелковой дивизии 3-й ударной армии 2-го Прибалтийского фронта | гвардии старший сержант             | 23.06.1922 — 06.04.1984                     | [ БС 14 ] [ ГС 53 ] [ НЛ 50 ]   |
| 285   | Петрик Афанасий Филиппович укр. Петрик Афанасій Пилипович                        | 24.03.1945            | инженер                             | командир отделения 255-го отдельного сапёрного батальона 186-й стрелковой дивизии 65-й армии 1-го Белорусского фронта | старший сержант                     | 03.05.1917 — 14.09.2001                     | [ БС 14 ] [ ГС 54 ] [ НЛ 51 ]   |
| 286   | Петриков Андрей Гаврилович                                                       | 21.07.1944            | пехота                              | заместитель командира отделения 763-го стрелкового полка 114-й стрелковой дивизии 7-й армии Карельского фронта | младший сержант                     | 12.12.1907 — 07.07.1971                     | [ БС 15 ] [ ГС 55 ] [ НЛ 52 ]   |
| 287   | Петриченко Андрей Архипович укр. Петриченко Андрій Архипович                     | 27.06.1945            | артиллерия                          | командир орудия мотострелкового батальона 17-й гвардейской механизированной бригады 6-го гвардейского механизированного корпуса 4-й танковой армии 1-го Украинского фронта | гвардии старший сержант             | 27.02.1922 — 30.03.1945                     | [ БС 16 ] [ ГС 56 ] [ НЛ 53 ]   |
| 288   | Петриченко Иван Михайлович укр. Петриченко Іван Михайлович                       | 24.03.1945            | пехота                              | пулемётчик 21-го стрелкового полка 180-й стрелковой дивизии 27-й армии 2-го Украинского фронта | красноармеец                        | 14.10.1907 — 02.10.1944 (пропал без вести)  | [ БС 16 ] [ ГС 57 ] [ НЛ 54 ]   |
| 289   | Петрищев Василий Петрович                                                        | 01.11.1943            | пехота                              | командир роты 960-го стрелкового полка 299-й стрелковой дивизии 53-й армии Степного фронта | старший лейтенант                   | 18.10.1923 — 14.10.2018                     | [ БС 16 ] [ ГС 58 ] [ НЛ 55 ]   |
| 290   | Петрищев Сергей Иванович                                                         | 17.10.1943            | артиллерия                          | командир миномётной батареи 605-го стрелкового полка 132-й стрелковой дивизии 60-й армии Центрального фронта | лейтенант                           | 19.08.1913 — 07.01.1945                     | [ БС 16 ] [ ГС 59 ] [ НЛ 56 ]   |
| 291   | Петров Александр Иванович                                                        | 26.10.1944            | авиация                             | командир звена 155-го гвардейского штурмового авиационного полка 9-й гвардейской штурмовой авиационной дивизии 1-го гвардейского штурмового авиационного корпуса 5-й воздушной армии 2-го Украинского фронта | гвардии лейтенант                   | 07.11.1917 — 18.01.1995                     | [ БС 16 ] [ ГС 60 ] [ НЛ 57 ]   |
| 292   | Петров Александр Павлович                                                        | 10.01.1944            | пехота                              | командир взвода 465-го стрелкового полка 167-й стрелковой дивизии 38-й армии Воронежского фронта | лейтенант                           | 17.09.1923 — 12.10.1943                     | [ БС 16 ] [ ГС 61 ] [ НЛ 58 ]   |
| 293   | Петров Александр Фёдорович                                                       | 25.03.1943            | авиация                             | штурман звена 752-го авиационного полка 24-й авиационной дивизии Авиации дальнего действия | старший лейтенант                   | 20.06.1916 — 10.07.1986                     | [ БС 16 ] [ ГС 62 ] [ НЛ 59 ]   |
| 294   | Петров Александр Фёдорович                                                       | 17.10.1943            | артиллерия                          | командир отделения миномётной роты 231-го гвардейского стрелкового полка 75-й гвардейской стрелковой дивизии 60-й армии Центрального фронта | гвардии ефрейтор                    | 14.08.1920 — 01.04.1984                     | [ БС 17 ] [ ГС 63 ] [ НЛ 60 ]   |
| 295   | Петров Алексей Васильевич                                                        | 24.03.1945            | пехота                              | командир 102-го гвардейского стрелкового полка 35-й гвардейской стрелковой дивизии 8-й гвардейской армии 1-го Белорусского фронта | гвардии майор                       | 05.10.1907 — 25.01.1945                     | [ БС 18 ] [ ГС 64 ] [ НЛ 61 ]   |
| 296   | Петров Алексей Иванович                                                          | 07.08.1943            | артиллерия                          | командир орудия 84-го гвардейского отдельного истребительно-противотанкового дивизиона 75-й гвардейской стрелковой дивизии 13-й армии Центрального фронта | гвардии младший сержант             | 06.02.1925 — 06.07.1943                     | [ БС 18 ] [ ГС 65 ] [ НЛ 62 ]   |
| 297   | Петров Алексей Иванович                                                          | 24.03.1945            | пехота                              | командир взвода 486-го стрелкового полка 177-й стрелковой дивизии 23-й армии Ленинградского фронта | лейтенант                           | 21.05.1921 — 23.04.2015                     | [ БС 18 ] [ ГС 66 ] [ НЛ 63 ]   |
| 298   | Петров Антон Васильевич                                                          | 29.06.1945            | артиллерия                          | командир гаубичной батареи 24-го гвардейского артиллерийского полка 5-й гвардейской стрелковой дивизии 11-й гвардейской армии 3-го Белорусского фронта | гвардии капитан                     | 20.08.1909 — 13.08.1988                     | [ БС 18 ] [ ГС 67 ] [ НЛ 64 ]   |
| 299   | Петров Антон Ильич                                                               | 17.10.1943            | пехота                              | командир 985-го стрелкового полка 226-й стрелковой дивизии 60-й армии Центрального фронта | капитан                             | 17.12.1922 — 04.10.1943                     | [ БС 18 ] [ ГС 68 ] [ НЛ 65 ]   |
| 300   | Петров Антон Петрович чув. Петров Антон Петрович                                 | 23.10.1943            | инженер                             | начальник инженерных войск 40-й армии Воронежского фронта | полковник                           | 17.01.1902 — 21.04.1982                     | [ БС 18 ] [ ГС 69 ] [ НЛ 66 ]   |
| 301   | Петров Вадим Иванович                                                            | 03.04.1975            | авиация                             | старший лётчик-испытатель Государственного научно-испытательного института ВВС | полковник                           | 17.05.1931 — 31.01.2009                     | ——                              |
| 302   | Петров Василий Васильевич                                                        | 23.10.1943            | инженер                             | командир сапёрного взвода 957-го стрелкового полка 309-й стрелковой дивизии 40-й армии Воронежского фронта | лейтенант                           | 25.04.1914 — 31.07.1997                     | [ БС 19 ] [ ГС 71 ] [ НЛ 67 ]   |
| 303   | Петров Василий Васильевич                                                        | 08.05.1965            | комиссар                            | заместитель политрука 7-й пограничной заставы 90-го пограничного отряда Украинского пограничного округа войск НКВД | замполитрук                         | 21.01.1920 — 22.06.1941                     | ——                              |
| 304   | Петров Василий Иванович                                                          | 16.02.1982            | маршал                              | главнокомандующий Сухопутными войсками и заместитель министра обороны СССР | генерал армии                       | 15.01.1917 — 01.02.2014                     | ——                              |
| 305   | Петров Василий Степанович                                                        | 24.12.1943 27.06.1945 | артиллерия                          | заместитель командира 1850-го истребительно-противотанкового артиллерийского полка 32-й отдельной истребительно-противотанковой артиллерийской бригады 40-й армии Воронежского фронта командир 248-го гвардейского истребительно-противотанкового артиллерийского полка 11-й гвардейской истребительно-противотанковой артиллерийской бригады РГК в составе 52-й армии 1-го Украинского фронта | капитан гвардии майор               | 05.03.1922 — 15.04.2003                     | [ БС 19 ] [ ГС 74 ] [ НЛ 68 ]   |
| 306   | Петров Василий Яковлевич                                                         | 20.12.1943            | пехота                              | командир отделения взвода пешей разведки 146-го гвардейского стрелкового полка 48-й гвардейской стрелковой дивизии 57-й армии Степного фронта | гвардии сержант                     | 21.03.1921 — 25.11.1944                     | [ БС 19 ] [ ГС 75 ] [ НЛ 69 ]   |
| 307   | Петров Виктор Михайлович                                                         | 27.06.1945            | пехота                              | разведчик взвода пешей разведки 146-го гвардейского стрелкового полка 48-й гвардейской стрелковой дивизии 28-й армии 1-го Украинского фронта | гвардии сержант                     | 21.07.1925 — 17.05.1997                     | [ БС 19 ] [ ГС 76 ] [ НЛ 70 ]   |
| 308   | Петров Владимир Александрович                                                    | 27.06.1945            | связисты                            | командир взвода телеграфно-кабельной роты 954-го отдельного батальона связи 115-го стрелкового корпуса 59-й армии 1-го Украинского фронта | лейтенант                           | 15.01.1913 — 13.09.1976                     | [ БС 21 ] [ ГС 77 ] [ НЛ 71 ]   |
| 309   | Петров Владимир Яковлевич                                                        | 31.03.1943            | танкист                             | командир роты тяжёлых танков КВ 256-го танкового батальона 52-й танковой бригады 9-й армии Закавказского фронта | старший лейтенант                   | 18.07.1921 — 04.11.1943                     | [ БС 22 ] [ ГС 78 ] [ НЛ 72 ]   |
| 310   | Петров Вячеслав Николаевич                                                       | 24.03.1945            | пехота                              | командир взвода автоматчиков 518-го стрелкового полка 129-й стрелковой дивизии 3-й армии 1-го Белорусского фронта | старший лейтенант                   | 04.02.1922 — 06.04.1992                     | [ БС 22 ] [ ГС 79 ] [ НЛ 73 ]   |
| 311   | Петров Георгий Георгиевич                                                        | 16.01.1942            | авиация                             | командир эскадрильи 154-го истребительного авиационного полка 39-й истребительной авиационной дивизии Ленинградского фронта | капитан                             | 21.12.1910 — 13.06.1944                     | [ БС 22 ] [ ГС 80 ] [ НЛ 74 ]   |
| 312   | Петров Георгий Иванович                                                          | 06.04.1945            | комиссар                            | парторг батальона 1103-го стрелкового полка 328-й стрелковой дивизии 47-й армии 1-го Белорусского фронта | лейтенант                           | 1905 — 16.01.1945                           | [ БС 22 ] [ ГС 81 ] [ НЛ 75 ]   |
| 313   | Петров Григорий Петрович                                                         | 26.04.1940            | пограничник                         | командир роты 5-го пограничного полка НКВД Ленинградского пограничного округа войск НКВД | старший лейтенант                   | 30.11.1907 — 25.02.1940                     | ——                              |
| 314   | Петров Дмитрий Николаевич                                                        | 23.02.1945            | авиация                             | командир эскадрильи 175-го штурмового авиационного полка 305-й штурмовой авиационной дивизии 14-й воздушной армии 3-го Прибалтийского фронта | старший лейтенант                   | 30.10.1921 — 06.01.1972                     | [ БС 22 ] [ ГС 83 ] [ НЛ 76 ]   |
| 315   | Петров Евгений Андреевич                                                         | 27.02.1945            | пехота                              | командир 270-го гвардейского стрелкового полка 89-й гвардейской стрелковой дивизии 5-й ударной армии 1-го Белорусского фронта | гвардии подполковник                | 21.12.1909 — 21.04.1945                     | [ БС 22 ] [ ГС 84 ] [ НЛ 77 ]   |
| 316   | Петров Иван Васильевич                                                           | 29.06.1945            | инженер                             | командир 87-го отдельного моторизированного понтонно-мостового батальона 65-й армии 2-го Белорусского фронта | гвардии подполковник                | 18.02.1918 — 13.09.1977                     | [ БС 23 ] [ ГС 85 ] [ НЛ 78 ]   |
| 317   | Петров Иван Ефимович                                                             | 29.05.1945            | генерал                             | начальник штаба 1-го Украинского фронта | генерал армии                       | 30.09.1896 — 07.04.1958                     | [ БС 24 ] [ ГС 86 ] [ НЛ 79 ]   |
| 318   | Петров Иван Иванович                                                             | 04.02.1944            | авиация                             | заместитель командира и штурман эскадрильи 211-го штурмового авиационного полка 307-й штурмовой авиационной дивизии 3-го штурмового авиационного корпуса 15-й воздушной армии Брянского фронта | старший лейтенант                   | 20.01.1918 — 22.10.1984                     | [ БС 24 ] [ ГС 87 ] [ НЛ 80 ]   |
| 319   | Петров Иван Петрович                                                             | 10.04.1945            | танкист                             | командир роты танков 14-й гвардейской танковой бригады 4-го гвардейского танкового корпуса 59-й армии 1-го Украинского фронта | гвардии старший лейтенант           | 1914 — 12.06.1984                           | [ БС 24 ] [ ГС 88 ] [ НЛ 81 ]   |
| 320   | Петров Иван Тимофеевич                                                           | 07.04.1940            | артиллерия                          | командир дивизиона 101-го гаубичного артиллерийского полка 13-й армии Северо-Западного фронта | старший лейтенант                   | 08.06.1907 — 22.11.1992                     | ——                              |
| 321   | Петров Игорь Дмитриевич                                                          | 25.05.1976            | морской флот                        | командир электромеханической боевой части атомной подводной лодки К-469 45-й дивизии подводных лодок Тихоокеанского флота | капитан 2-го ранга                  | 11.08.1938 — 30.01.2017                     | ——                              |
| 322   | Петров Михаил Захарович                                                          | 23.09.1944            | танкист                             | командир танковой роты 237-й танковой бригады 31-го танкового корпуса 5-й гвардейской армии 1-го Украинского фронта | лейтенант                           | 22.05.1922 — 09.08.1944                     | [ БС 24 ] [ ГС 91 ] [ НЛ 82 ]   |
| 323   | Петров Михаил Иванович                                                           | 05.11.1944            | нквд                                | активный участник партизанской борьбы на Украине, командир роты партизанского соединения «Охотник» | младший лейтенант                   | 22.09.1918 — 14.06.1944                     | ——                              |
| 324   | Петров Михаил Илларионович                                                       | 07.08.1944            | партизан                            | активный участник партизанской борьбы на Украине, командир отдельного батальона подрывников Каменец-Подольского партизанского соединения имени Ф. М. Михайлова | —                                   | 13.01.1919 — 06.06.1998                     | [ БС 26 ] [ ГС 93 ] [ НЛ 83 ]   |
| 325   | Петров Михаил Петрович                                                           | 24.03.1945            | пехота                              | командир 364-го стрелкового полка 139-й стрелковой дивизии 50-й армии 2-го Белорусского фронта | подполковник                        | 17.11.1904 — 05.08.1967                     | [ БС 26 ] [ ГС 94 ] [ НЛ 84 ]   |
| 326   | Петров Михаил Петрович                                                           | 21.06.1937            | танкист                             | командир батальона танков Т-26 танковой бригады Д. Г. Павлова вооружённых сил Испанской Республики | комдив                              | 15.01.1898 — 10.10.1941                     | ——                              |
| 327   | Петров Михаил Тимофеевич                                                         | 24.03.1945            | пехота                              | временно исполняющий должность командира 965-го стрелкового полка 274-й стрелковой дивизии 69-й армии 1-го Белорусского фронта | майор                               | 09.10.1910 — 17.04.1945                     | [ БС 26 ] [ ГС 96 ] [ НЛ 85 ]   |
| 328   | Петров Николай Андреевич                                                         | 15.01.1944            | пехота                              | наводчик ручного пулемёта 25-го гвардейского стрелкового полка 6-й гвардейской стрелковой дивизии 13-й армии Центрального фронта | гвардии сержант                     | 1914 — 09.10.1943                           | [ БС 26 ] [ ГС 97 ] [ НЛ 86 ]   |
| 329   | Петров Николай Иванович                                                          | 24.03.1945            | артиллерия                          | наводчик СУ-85 1452-го самоходного артиллерийского полка 19-го танкового корпуса 51-й армии 1-го Прибалтийского фронта | старший сержант                     | 09.05.1924 — 07.08.1944                     | [ БС 26 ] [ ГС 98 ] [ НЛ 87 ]   |
| 330   | Петров Николай Семёнович                                                         | 04.02.1943            | танкист                             | механик-водитель танка Т-34 380-го танкового батальона 174-й танковой бригады 17-го танкового корпуса Воронежского фронта | старшина                            | 1915 — 14.07.1942                           | [ БС 26 ] [ ГС 99 ] [ НЛ 88 ]   |
| 331   | Петров Николай Степанович                                                        | 27.06.1945            | авиация                             | командир звена 141-го гвардейского штурмового авиационного полка 9-й гвардейской штурмовой авиационной дивизии 1-го гвардейского штурмового авиационного корпуса 2-й воздушной армии 1-го Украинского фронта | гвардии лейтенант                   | 25.12.1922 — 29.06.1981                     | [ БС 26 ] [ ГС 100 ] [ НЛ 89 ]  |
| 332   | Петров Павел Гаврилович                                                          | 10.04.1945            | пехота                              | заместитель командира 120-й гвардейской стрелковой дивизии 3-й армии 2-го Белорусского фронта | гвардии полковник                   | 30.08.1906 — 27.08.1944                     | [ БС 27 ] [ ГС 101 ] [ НЛ 90 ]  |
| 333   | Петров Пётр Михайлович                                                           | 07.04.1940            | авиация                             | командир эскадрильи 68-го истребительного авиационного полка ВВС 13-й армии Северо-Западного фронта | капитан                             | 16.01.1910 — 23.11.1941                     | [ БС 28 ] [ ГС 102 ] [ НЛ 91 ]  |
| 334   | Петров Роман Ильич                                                               | 24.03.1945            | танкист                             | командир танка 46-го гвардейского отдельного танкового полка прорыва 23-й армии Ленинградского фронта | гвардии младший лейтенант           | 01.08.1919 — 14.06.1944                     | [ БС 28 ] [ ГС 103 ] [ НЛ 92 ]  |
| 335   | Петров Семён Иванович                                                            | 31.05.1945            | инженер                             | командир отделения мотористов 4-го моторизированного понтонно-мостового полка 47-й армии 1-го Белорусского фронта | старший сержант                     | 20.07.1914 — 14.04.1945                     | [ БС 28 ] [ ГС 104 ] [ НЛ 93 ]  |
| 336   | Петрова Антонина Васильевна                                                      | 08.04.1942            | партизан                            | активная участница партизанской борьбы на оккупированной территории Ленинградской области, разведчица Лужского партизанского отряда | —                                   | 14.03.1915 — 04.11.1941                     | ——                              |
| 337   | Петрова Галина Константиновна                                                    | 17.11.1943            | медики                              | медсестра 386-го отдельного батальона морской пехоты Новороссийской военно-морской базы Черноморского флота | главный старшина                    | 09.09.1920 — 04.12.1943                     | [ БС 28 ] [ ГС 106 ] [ НЛ 94 ]  |
| 338   | Петровский Георгий Семёнович укр. Петровський Георгій Семенович                  | 10.01.1944            | танкист                             | командир взвода танков Т-34 125-го отдельного танкового батальона 44-й гвардейской танковой бригады 11-го гвардейского танкового корпуса 1-й танковой армии 1-го Украинского фронта | гвардии лейтенант                   | 01.02.1924 — 04.03.1989                     | [ БС 29 ] [ ГС 107 ] [ НЛ 95 ]  |
| 339   | Петровский Константин Максимович                                                 | 28.06.1942            | —                                   | первый помощник по политической части капитана лесовоза «Старый большевик» Мурманского государственного морского сухогрузного и пассажирского пароходства | —                                   | 20.01.1892 — 09.06.1965                     | ——                              |
| 340   | Петровский Константин Остапович укр. Петровський Костянтин Остапович             | 19.04.1945            | танкист                             | командир 159-й танковой бригады 1-го танкового корпуса 3-го Белорусского фронта | полковник                           | 14.04.1907 — 26.07.1991                     | [ БС 30 ] [ ГС 109 ] [ НЛ 96 ]  |
| 341   | Петропавлов Алексей Петрович                                                     | 10.01.1944            | пехота                              | командир роты 520-го стрелкового полка 167-й стрелковой дивизии 38-й армии 1-го Украинского фронта | старший лейтенант                   | 17.02.1924 — 18.12.1974                     | [ БС 30 ] [ ГС 110 ] [ НЛ 97 ]  |
| 342   | Петросян Сурен Григорьевич арм. Պետրոսյան Սուրեն                                 | 24.04.1944            | десантники                          | командир батальона 5-й гвардейской воздушно-десантной бригады 52-й армии 2-го Украинского фронта | гвардии старший лейтенант           | 15.12.1916 — 25.11.1996                     | [ БС 30 ] [ ГС 111 ] [ НЛ 98 ]  |
| 343   | Петроченко Василий Григорьевич                                                   | 27.02.1945            | пехота                              | командир батальона 1283-го стрелкового полка 60-й стрелковой дивизии 47-й армии 1-го Белорусского фронта | майор                               | 27.02.1918 — 27.12.1991                     | [ БС 30 ] [ ГС 112 ] [ НЛ 99 ]  |
| 344   | Петрунин Евдоким Фёдорович                                                       | 24.12.1943            | артиллерия                          | командир 29-й отдельной истребительной противотанковой артиллерийской бригады РГК в составе 47-й армии Воронежского фронта | подполковник                        | 31.07.1904 — 02.09.1959                     | [ БС 30 ] [ ГС 113 ] [ НЛ 100 ] |
| 345   | Петрухин Николай Дмитриевич                                                      | 20.04.1945            | морской флот                        | стрелок 384-го отдельного батальона морской пехоты Одесской военно-морской базы Черноморского флота | краснофлотец                        | 31.03.1908 — 27.03.1944                     | [ БС 31 ] [ ГС 114 ] [ НЛ 101 ] |
| 346   | Петрушевич Василий Васильевич укр. Петрушевич Василь Васильович                  | 15.05.1946            | авиация                             | командир эскадрильи 27-го гвардейского бомбардировочного авиационного полка 14-й гвардейской бомбардировочной авиационной дивизии 4-го гвардейского бомбардировочного авиационного корпуса 18-й воздушной армии | гвардии капитан                     | 22.03.1914 — 02.10.1991                     | [ БС 32 ] [ ГС 115 ] [ НЛ 102 ] |
| 347   | Петрушевский Александр Васильевич бел. Петрушэўскi Аляксандр Васільевіч          | 13.09.1944            | генерал                             | командир 104-го стрелкового корпуса 27-й армии 2-го Украинского фронта | генерал-лейтенант                   | 27.09.1898 — 21.10.1976                     | [ БС 32 ] [ ГС 116 ] [ НЛ 103 ] |
| 348   | Петрушин Иван Антонович                                                          | 07.04.1940            | комиссар                            | политрук роты 541-го стрелкового полка 136-й стрелковой дивизии 13-й армии Северо-Западного фронта | замполитрук                         | 1915 — 22.02.1940                           | [ БС 32 ] [ ГС 117 ] [ НЛ 104 ] |

| Навигационная таблица | Навигационная таблица                 |
| --------------------- | ------------------------------------- |
| «П»                   | Павкин Иван — Пантелеев Лев           |
| «П»                   | Пантелькин Анатолий — Перелёт Алексей |
| «П»                   | Перепелица Александр — Петрушин Иван  |
| «П»                   | Петрюк Василий — Плетенской Павел     |
| «П»                   | Плетнёв Пётр — Половинкин Александр   |
| «П»                   | Половинкин Валентин — Попов Николай   |
| «П»                   | Попов Павел — Просолов Иван           |
| «П»                   | Просяник Емельян — Пятяри Иван        |